# كينيث توران
كينيث توران (بالإنجليزية: Kenneth Turan)‏ هو ناقد سينمائي وصحفي أمريكي، ولد في 27 أكتوبر 1946 في بروكلين في الولايات المتحدة.

## وصلات خارجية
- كينيث توران على موقع IMDb (الإنجليزية)
- كينيث توران على موقع ميتاكريتيك (الإنجليزية)
- كينيث توران على موقع روتن توميتوز (الإنجليزية)
- كينيث توران على موقع قاعدة بيانات الفيلم (الإنجليزية)
- كينيث توران على موقع كينوبويسك (الروسية)